# Électrochimie bipolaire

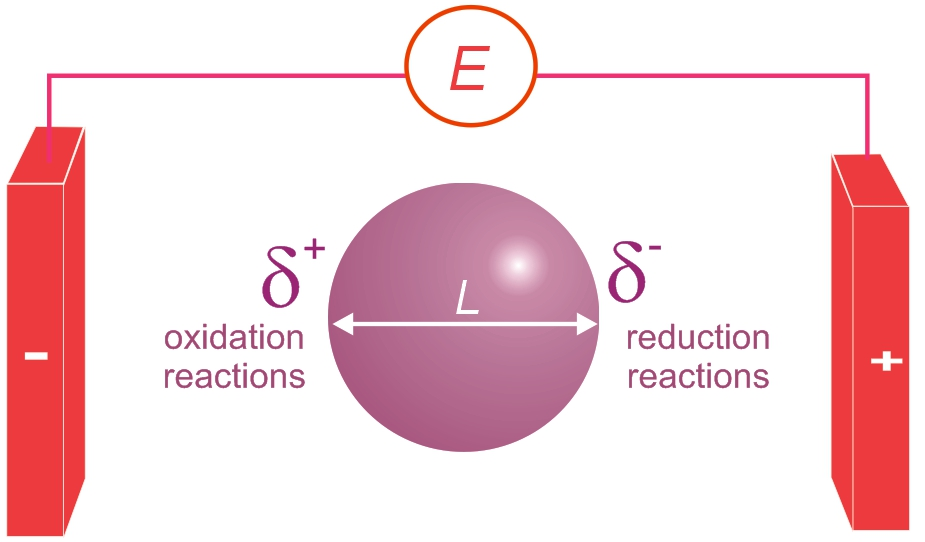
Concept de l'électrochimie bipolaire

L’électrochimie bipolaire est un phénomène basé sur la polarisation d’objets conducteurs dans des champs électriques. Cette polarisation cause dans le cas idéal entre les extrémités de l’objet une différence de potentiel égale à la valeur du champ électrique multiplié par la taille de l’objet. Si cette différence de potentiel est assez importante, des réactions d'oxydoréduction peuvent se déclencher aux extrémités de l’objet : les réactions d’oxydation vont se dérouler à une extrémité et les réactions de réduction à l’autre extrémité,.

## Utilisations
Le phénomène d’électrochimie bipolaire est connu depuis plusieurs dizaines d’années et est utilisé dans l’industrie dans certains réacteurs électrolytiques. Néanmoins, l’intérêt pour ce phénomène par la communauté scientifique semble augmenter considérablement depuis que Martin Fleischmann et ses collaborateurs ont montré qu’il était possible de réaliser l’électrolyse de l'eau avec des électrodes bipolaires de tailles micrométrique. Depuis, de nombreuses applications dans des domaines tels que la synthèse de micro- et nano-structures dissymétriques,, la chimie analytique,,, la science des matériaux, l’élaboration de circuits électroniques  ainsi que la propulsion de microobjets, ont été développées.